# Ystads IF HF

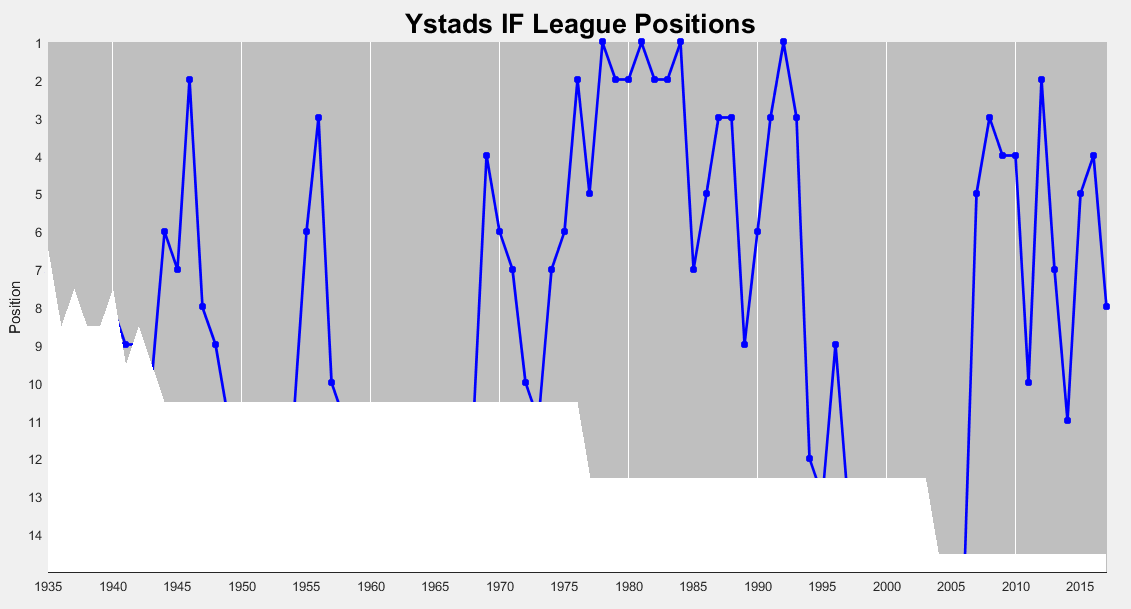
Ystads IF:s herrlags placeringar i högsta serien genom åren.

Ystads IF HF är handbollsektionen i idrottsföreningen Ystads IF, grundad den 23 januari 1908 i Ystad, Skåne län. Handbollssektionen startade på allvar 1928 och har blivit svenska mästare fyra gånger, 1976, 1992, 2022 och 2025 samt vinnare av ATG Svenska Cupen 23/24 och 24/25. Sedan 2016 spelar klubben sina hemmamatcher i Ystad Arena med kapacitet för 2.700 åskådare. Ystad Arena ersatte Österporthallen, som var hemmaplan från 1974 till 2015. Klubben befinner sig på en femteplats i ligans maratontabell.
Det finns en rivalitet med IFK Ystad, där derbyna lockar stor publik. Historiskt har Kamraterna varit arbetarklassens lag, medan Di Vide har varit militärens.

## Historia
Handbollsverksamheten startade på allvar 1928 i gamla Bollhallen. Förutsättningarna för Ystadhandbollen ändrades då Österporthallen byggdes 1974. Ystad kunde nu konkurrera med en arena som tog över 2 000 i publik och gav förutsättningar för elitseriespel.
Ystads IF vann SM-guld i handboll säsongerna 1976, efter finalvinst mot IK Heim, 1992 efter finalvinst mot HK Drott samt 2022 efter vinst mot IFK Skövde med 3-1 i bäst av fem. Den fjärde och avgörande matchen spelades inför en fullsatt Ystad Arena och krävde dubbla förlängningar och shoot-out innan Julius Lindskog Andersson avgjorde med 47-46.
Den 23 maj 2025 blev Ystad IF svenska mästare för fjärde gången genom vinst mot hemmalaget Hammarby med 32-29. 

## Verksamhet
Ystads IF bedriver handbollsverksamhet för ungdomar och har flera pojk- och flicklag. YIF har vunnit Junior-SM för pojkar 1958, 1962, 1997, 2001 och 2015. Ystads IF:s utvecklingslag, Ystads IF U, spelar i Division 1 Södra. Ystads IF har även ett damlag som från och med säsongen 2022/2023 för första gången spelar i allsvenskan.

## Meriter
- Svenska mästare: 1976, 1992, 2022 och 2025
- Svenska cupmästare: 2024
- Seriesegrare (Allsvenskan/Elitserien): 1978, 1981, 1984 och 1992

## Spelartrupp säsongen 2024/2025
| Nr | Land    | Pos | Namn             |
| -- | ------- | --- | ---------------- |
| 1  | Sverige | MV  | Alexander Lindén |
| 12 | Sverige | MV  | Viggo Håkansson  |
| 16 | Sverige | MV  | Erik Hvenfelt    |
| 2  | Sverige | M6  | Anton Månsson    |
| 3  | Sverige | V9  | Oskar Joelsson   |
| 4  | Sverige | M6  | Philip Stenmalm  |
| 5  | Sverige | H9  | Kim Andersson    |
| 6  | Sverige | H9  | Jakob Nygren     |
| 7  | Norge   | H9  | Colin Tønnesen   |
| 9  | Sverige | V9  | Linus Fernebrand |
| 10 | Danmark | H9  | Kristian Olsen   |

| Nr | Land    | Pos | Namn                      |
| -- | ------- | --- | ------------------------- |
| 11 | Sverige | M6  | Lowe Nilsson              |
| 14 | Sverige | M6  | Jonatan Wilthorn          |
| 15 | Sverige | H6  | Alfred Landin             |
| 17 | Sverige | M9  | Holger Mårtensson         |
| 18 | Sverige | H6  | Niclas Ekberg             |
| 20 | Sverige | V6  | Nils Persson              |
| 22 | Sverige | M6  | Carl Lindström            |
| 29 | Sverige | V9  | Liam Hultberg             |
| 32 | Sverige | M9  | Julius Lindskog Andersson |
| 51 | Sverige | M9  | Melvin Seifert            |

## Spelarstatistik
| 1. Basti Rasmussen – 595 matcher 2. Lars Bruhn – 563 matcher 3. Sven-Åke Frick – 537 matcher 4. Lars Eriksson – 519 matcher 5. Mats Persson – 475 matcher 6. Lars-Gösta Andersson – 450 matcher 7. Kenneth Lindberg – 449 matcher 8. Bertil Andersson – 437 matcher 9. John Larsson – 437 matcher 10. Martin Walfridsson – 397 matcher - Källa: | 1. Basti Rasmussen – 1526 mål 2. Mats Persson – 1330 mål 3. Lars Eriksson – 1200 mål 4. Tony Hedin – 969 mål 5. Mats Kleman – 954 mål 6. Per Carlén – 921 mål 7. Martin Ringström – 847 mål 8. Lars Bruhn – 812 mål 9. Philip Nilsson – 734 mål 10. Pierre Hammarstrand – 663 mål - Källa: |